# Copa Piauí
De Copa Piauí is de staatsbeker voor voetbalclubs uit de Braziliaanse staat Piauí. De competitie wordt georganiseerd door de FFP. In 2006 plaatste de winnaar zich voor de Série C van dat jaar. In 2007 en 2008 plaatste de winnaar zich voor de Copa do Brasil van het jaar erop. In 2009 mocht de winnaar naar de Série D van het jaar erop en de vicekampioen naar de Copa do Brasil. Na twee jaar onderbreking keerde de competitie terug in 2012 en ook nu mocht de winnaar naar de Copa do Brasil. In 2017 werd opnieuw beslist dat de winnaar naar de Série D mocht.

## Winnaars
- 2006 -  Ríver
- 2007 -  Barras
- 2008 -  Flamengo
- 2009 -  Flamengo
- 2010-2011 - Niet gespeeld
- 2012 -  Flamengo
- 2013 -  Flamengo
- 2014 - Niet gespeeld
- 2015 -   Parnahyba
- 2016 - Niet gespeeld
- 2017 -  4 de Julho
- 2018 - Niet gespeeld